# たけし・所のWA風がきた!
『たけし・所のWA風が来た!』（たけし ところのわふうがきた）は、2001年4月17日から2002年3月12日にかけてテレビ朝日系列で放送されていた情報･クイズ番組。朝日放送（ABC）とイーストの共同制作。放送時間は毎週火曜20:00 - 20:54（JST）。
ビートたけし司会の科学情報番組『たけしの万物創世紀』の後番組で、世界で活躍する日本人や日本の技術、世界で評価される日本文化などを紹介する番組だった。

## 番組内容
世界で活躍する『ニッポン』を紹介する番組で、初期はクイズ番組でビートたけしチーム対所ジョージチームの対抗戦という形式だった。セットには番組ロゴが設けられており、初期は毎週敗戦したキャプテンの名前が吹き飛び、次回の番組タイトルが勝利チームのキャプテン単独の冠（「たけしの～」または「所の～」）になるというギミックがあった。視聴者からも情報を募集し紹介されたものから抽選で番組特製クオカードがプレゼントされた。
後期にはクイズ形式を廃止し日本の物事と他国の物事を対決形式で比較する内容となった。この時期の企画の中でリフォーム企画の評判が良く、その後、所司会の同様の趣旨の番組『大改造!!劇的ビフォーアフター』が制作されている。

## 出演
当番組はたけしと所の冠番組であるものの、両者とも司会ではなくレギュラーパネラーという位置付けだった。

### レギュラーパネラー
- ビートたけし
- 所ジョージ

### MC
- 山寺宏一（前期MC）
- 浅草キッド（水道橋博士・玉袋筋太郎）（後期MC）

## ネット局
| 放送対象地域   | 放送局           | 系列           | ネット形態 | 備考                                 |
| -------------- | ---------------- | -------------- | ---------- | ------------------------------------ |
| 近畿広域圏     | 朝日放送         | テレビ朝日系列 | 制作局     | 現：朝日放送テレビ                   |
| 関東広域圏     | テレビ朝日       | テレビ朝日系列 | 同時ネット |                                      |
| 北海道         | 北海道テレビ     | テレビ朝日系列 | 同時ネット |                                      |
| 青森県         | 青森朝日放送     | テレビ朝日系列 | 同時ネット |                                      |
| 岩手県         | 岩手朝日テレビ   | テレビ朝日系列 | 同時ネット |                                      |
| 宮城県         | 東日本放送       | テレビ朝日系列 | 同時ネット |                                      |
| 秋田県         | 秋田朝日放送     | テレビ朝日系列 | 同時ネット |                                      |
| 山形県         | 山形テレビ       | テレビ朝日系列 | 同時ネット |                                      |
| 福島県         | 福島放送         | テレビ朝日系列 | 同時ネット |                                      |
| 新潟県         | 新潟テレビ21     | テレビ朝日系列 | 同時ネット |                                      |
| 長野県         | 長野朝日放送     | テレビ朝日系列 | 同時ネット |                                      |
| 静岡県         | 静岡朝日テレビ   | テレビ朝日系列 | 同時ネット |                                      |
| 富山県         | 富山テレビ       | フジテレビ系列 | 遅れネット | 水曜 0:45 - 1:45（火曜深夜）にて放送 |
| 石川県         | 北陸朝日放送     | テレビ朝日系列 | 同時ネット |                                      |
| 中京広域圏     | 名古屋テレビ     | テレビ朝日系列 | 同時ネット |                                      |
| 広島県         | 広島ホームテレビ | テレビ朝日系列 | 同時ネット |                                      |
| 山口県         | 山口朝日放送     | テレビ朝日系列 | 同時ネット |                                      |
| 香川県・岡山県 | 瀬戸内海放送     | テレビ朝日系列 | 同時ネット |                                      |
| 愛媛県         | 愛媛朝日テレビ   | テレビ朝日系列 | 同時ネット |                                      |
| 福岡県         | 九州朝日放送     | テレビ朝日系列 | 同時ネット |                                      |
| 長崎県         | 長崎文化放送     | テレビ朝日系列 | 同時ネット |                                      |
| 熊本県         | 熊本朝日放送     | テレビ朝日系列 | 同時ネット |                                      |
| 大分県         | 大分朝日放送     | テレビ朝日系列 | 同時ネット |                                      |
| 鹿児島県       | 鹿児島放送       | テレビ朝日系列 | 同時ネット |                                      |
| 沖縄県         | 琉球朝日放送     | テレビ朝日系列 | 同時ネット |                                      |

## スタッフ
- 構成：倉本美津留、中野俊成、増山実、須平敦宣、川野将一（毎週）、野中浩之、関口正晴、櫻井昭宏、川島浩司、高橋ナツコ（週替り）
- ナレーター：屋良有作
- 技術：岡本隆嗣
- カメラ：川崎昭
- ＶＥ：吉田崇
- ＶＴＲ：山本米勝
- 音声：竹山裕隆
- 照明：佐藤浩栄
- 美術制作：本田邦宏
- デザイン：金子隆
- 美術進行：堀部信行
- 大道具：生方正人
- 特殊装置：宮内英利
- 視覚効果：藤本茂
- 衣装：佐藤和代
- メイク：山田かつら
- 電飾：井野岡利保
- アクリル装飾：橋本順
- 特殊美術：柴田勇一
- 音響効果：小堀博孝（メディアハウス）
- タイムキーパー：福岡由紀
- 編集：村上明、萩原孝典、西山菜穂子
- ＭＡ：阿部大輔
- ＣＧ：美峰
- リサーチ：フォーミュレーション、オハナカンパニー
- 協力：ABCリブラ
- 技術協力：ビデオスタッフ、東新、インターナショナルクリエイティブ、マックレイ、渋谷ビデオスタジオ、フジアール（以上、毎週）／ ワイドスタッフ、クロステレビ、インテック、マイシャ、ITS、GPA、六分儀（週替り）
- 広報：相馬洋（ABC）
- 制作協力：エックスワン、NON PRO、スペードワン
- 企画協力：オフィス北野、TV CLUB
- ディレクター：河合優、河合希絵、酒井秀樹、栖川一郎、佐久間大介、御手洗英明 ／ 髙橋章良（エックスワン）
- 演出：中山高嘉（イースト）
- プロデューサー：岩田潤（ABC）、岩城信行（イースト）、佐藤和之（スペードワン）
- チーフプロデューサー：今村俊昭（ABC）、梅本満（イースト・以前はプロデューサー）
- 制作：ABC、イースト

### 過去のスタッフ
- デザイン：山本修身
- 音響効果：尾形香（メディアハウス）
- ＭＡ：小田崇
- ＣＧ：ケネックジャパン
- リサーチ：山市亜美
- ディレクター：玉井昭彦、山本雅泰、芳住昌之、村山学、澤地康弘、三浦正樹（週替り）
- 演出：善本真也（イースト）／上川伸廣（イースト・初期の一時期だけ参加）
- プロデューサー：善本真也（イースト）、奥原篤
- チーフプロデューサー：山村啓介（ABC）、山本三四郎